# Dünnschwanz

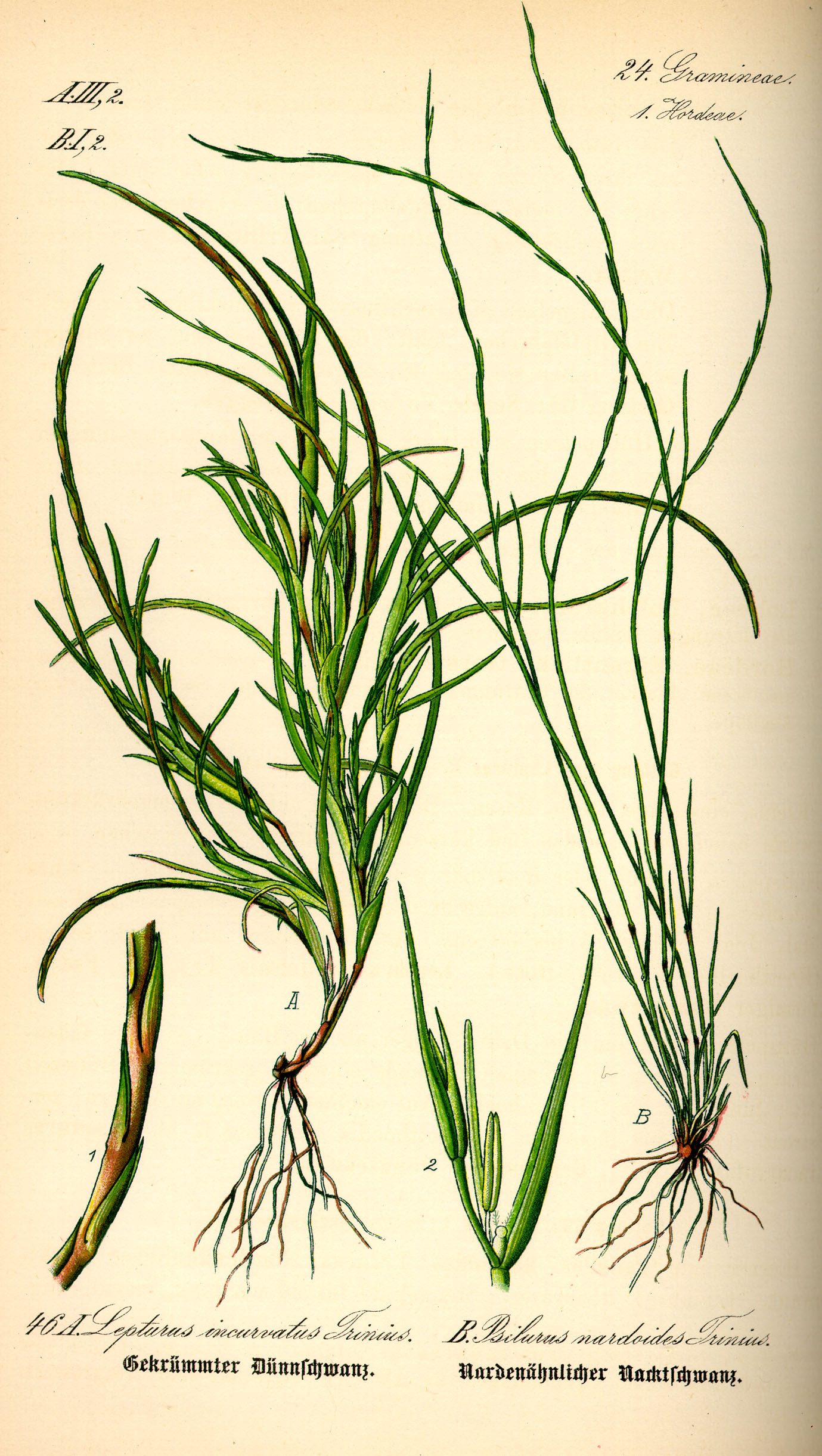
Illustration des Sichel-Dünnschwanz (Parapholis incurva) links und des Borstenschwanzgrases (Festuca incurva) rechts

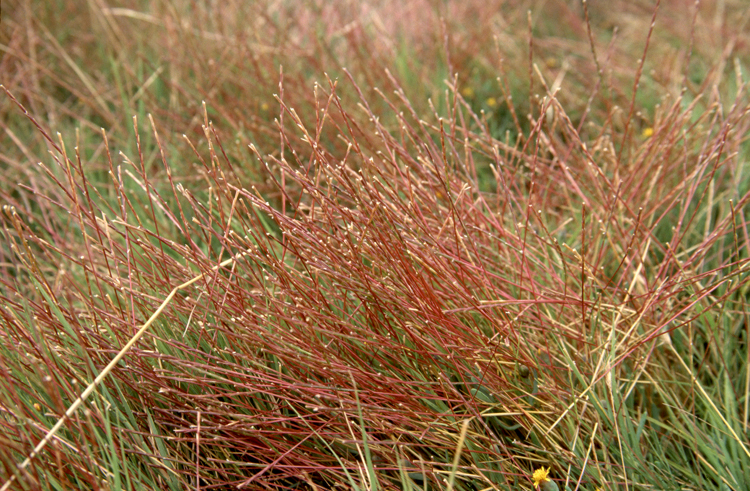
Gekrümmter Dünnschwanz (Parapholis strigosa)

Die Pflanzengattung Dünnschwanz (Parapholis) gehört zur Familie der Süßgräser (Poaceae). Die etwa sechs Arten kommen ursprünglich in Eurasien und Nordafrika vor.

## Beschreibung

### Vegetative Merkmale
Von den sechs Parapholis-Arten sind fünf einjährige und eine ausdauernde krautige Pflanzen. Sie wachsen in Horsten oder mit einem einzelnen Halm. Die Halme sind aufrecht oder niederliegend. Die Laubblätter sind in Blattscheide und Blattspreite gegliedert. Die Blattscheiden sind gerippt, das Blatthäutchen (Ligula) ist ein häutiger Saum. Die schmal linealen bis lineal-lanzettlichen Blattspreiten sind kurz und flach oder trocken eingerollt.

### Generative Merkmale
Der Blütenstand ist eine stielrunde, gerade oder sichelförmig gebogene Ähre, die bei der Reife zerfällt. Die Ährchen stehen wechselständig an zwei Seiten der Ährenachse, liegen dieser seitlich an, und sind auch in deren Aushöhlung eingesenkt. Die Ähre ist insgesamt kaum dicker als der Halm. Die Ährchen sind einblütig mit einer einzigen zwittrigen Blüte. Der Achsenfortsatz über dem Blütchen ist kurz, zur Fruchtreife fällt das Ährchen als ganzes ab.
Die zwei Hüllspelzen sind annähernd gleich, drei- bis fünfnervig, gekielt und stehen seitlich vor dem Blütchen. Die Deckspelze ist dreinervig. Es sind drei Staubblätter vorhanden. Der Fruchtknoten ist kahl. Der Griffel endet in einer fedrigen Narbe.
Die Karyopse ist frei und nicht mit den Spelzen verwachsen.

## Verbreitung
Die Gattung Parapholis ist in Zentralasien und Südostasien, im Mittelmeerraum, nordwärts entlang der Atlantikküste Europas bis zur Ostsee verbreitet. In Europa sind alle Arten außer Parapholis gracilis einheimisch.

## Systematik
Die Gattung Parapholis wurde 1946 durch Charles Edward Hubbard in Blumea, Supplement 3, S. 14 aufgestellt. Synonyme für Parapholis C.E.Hubb. sind Lepidurus Janch. und Lepturus R.Br. Die Gattung Parapholis gehört zur Subtribus Parapholiinae aus der Tribus Poeae in der Unterfamilie Pooideae innerhalb der Familie Poaceae.
Es gibt etwa sechs Parapholis-Arten:
- Parapholis filiformis (Roth) C.E.Hubb.: Die Heimat ist das Mittelmeergebiet und Madeira.[1]
- Parapholis gracilis Bor (Syn.: Parapholis incurva subsp. longiflora (Grossh.) Tzvelev): Das Verbreitungsgebiet reicht von Israel bis zum Kaukasus und zum Iran.[1]
- Sichel-Dünnschwanz (Parapholis incurva (L.) C.E.Hubb., Syn.: Lepturus incurvus (L.) Druce, Lepturus incurvatus Trin., Pholiurus incurvus (L.) Hitchc., Aegilops incurva L.): Das Verbreitungsgebiet reicht von Makaronesien und dem Mittelmeergebiet bis Westeuropa, Zentralasien und zum Iran und dem nordwestlichen Indien. In Australasien, in Südafrika und in Nord- und Südamerika ist die Art ein Neophyt.[1][3] Nicht zu verwechseln ist es mit dem Borstenschwanzgras (Psilurus incurvus (Gouan) Schinz & Thell.) und auch nicht mit Parapholis strigosa, die auch den deutschen Namen Gekrümmter Dünnschwanz trägt.[4]
- Parapholis marginata Runemark: Die Heimat ist das Mittelmeergebiet.[1]
- Parapholis pycnantha (Hack.) C.E.Hubb.: Die Heimat ist das Mittelmeergebiet und die Kanaren.[1]
- Gekrümmter Dünnschwanz (Parapholis strigosa (Dum.) C.E.Hubb.; Syn.: Lepiurus strigosus Dumort.): Die Heimat ist Europa und Libyen.[1]